# Accord parfait majeur
Pour un article plus général, voir Accord parfait.
En musique, l’accord parfait majeur est un accord de trois notes composé d'une fondamentale, d'une tierce majeure et d'une quinte juste (c'est-à-dire une tierce mineure superposée à une tierce majeure). Il s'agit d'un accord majeur dans son état fondamental.
Par exemple : do, mi, sol (accord parfait de do majeur) :
- On trouve l'accord parfait majeur sur les Ier, IVe et Ve degrés de la gamme majeure (soient la Tonique, la Sous-dominante et la Dominante de la gamme) , sur les Ve et VIe degrés de la gamme mineure harmonique, et sur les IIIe, VIe et VIIe degrés de la gamme mineure naturelle.

## Consonance acoustique de l'accord parfait majeur

formes d'ondes d'une fondamentale à 200 Hz, de sa médiante (tierce majeure) à 250 Hz et sa dominante (quinte juste) à 300 Hz, suivies de l'accord de quinte et de l'accord parfait majeur dans son état fondamental correspondants.

Les trois notes d'un accord parfait majeur correspondent (plus ou moins exactement selon le tempérament utilisé), aux trois harmoniques de rangs 4, 5 et 6 d'une fonction périodique dont la fréquence est située 2 octaves en dessous de la fondamentale du dit accord. 
En effet : 
- La division du rang 5 par le rang 4, soit le rapport 5/4, est la tierce majeure
- La division du rang 6 par le rang 5, soit le rapport 6/5, est la tierce mineure

Par ailleurs, cet accord est renforcé par les trois premiers Harmoniques.
En effet :
- Les rangs 1 et 2 « répètent » la même note que la note la plus grave de l'accord (rang 4).
- Le rang 3 « répète » la même note que la note la plus aiguë de l'accord (rang 6).

Au total, on peut donc « sentir » un accord parfait majeur comme un seul son périodique complexe dont la fréquence fondamentale est située 2 octaves en dessous de la fondamentale du dit accord :
Dans l'exemple do, mi, sol : Un do, 2 octaves en dessous.